# Associazione Calcio Asti 1938-1939
Questa voce raccoglie le informazioni riguardanti l'Associazione Calcio Asti nelle competizioni ufficiali della stagione 1938-1939.

## Rosa
| N. |                   | Ruolo | Calciatore         |
| -- | ----------------- | ----- | ------------------ |
|    | Italia (bandiera) |       | Franco Accossano   |
|    | Italia (bandiera) |       | Angelo Ambrosio    |
|    | Italia (bandiera) | P     | Vincenzo Bosia     |
|    | Italia (bandiera) | D     | Agostino Cerrutti  |
|    | Italia (bandiera) | A     | Giovanni Dadone    |
|    | Italia (bandiera) | A     | Romeo Ferrari      |
|    | Italia (bandiera) |       | Aristide Fiammengo |
|    | Italia (bandiera) |       | Amilcare Giuliani  |

| N. |                   | Ruolo | Calciatore        |
| -- | ----------------- | ----- | ----------------- |
|    | Italia (bandiera) |       | Amilcare Giuliani |
|    | Italia (bandiera) | D     | Vasco Mazzucco    |
|    | Italia (bandiera) | P     | Lorenzo Morbelli  |
|    | Italia (bandiera) |       | Mario Panagini    |
|    | Italia (bandiera) | D     | Aldo Parena       |
|    | Italia (bandiera) |       | Valentino Pedrale |
|    | Italia (bandiera) |       | Walter Soracco    |
|    | Italia (bandiera) | C     | Alberto Tiberti   |